# 巴拉那瓜
巴拉那瓜是巴西巴拉那州的一个市镇。总面积826.652平方公里，总人口138748人，人口密度167.8人/平方公里。